# Serge Bourdoncle
Serge Bourdoncle (* 24. Januar 1936 in Milhars, Département Tarn; † 9. Oktober 2020) war ein französischer Fußballspieler.

## Karriere

### Erste Zeit in Sochaux (bis 1960)
Der 167 Zentimeter große Mittelfeldspieler Bourdoncle, der teils auch im Sturm aufgeboten wurde, zeigte bereits als Jugendlicher ein großes Talent und gewann 1952 mit 16 Jahren den landesweiten Nachwuchswettbewerb Concours du jeune footballeur. Dies hatte zur Folge, dass sich zahlreiche Klubs um seine Verpflichtung bemühten, was letztlich dem Erstligisten FC Sochaux gelang. Zu Beginn des Jahres 1954 debütierte der gerade 18-Jährige für diesen in der höchsten französischen Spielklasse. Dem folgten zunächst sporadisch weitere Einsätze und obwohl er sich die nachfolgenden Jahre über deutlich steigern konnte, blieb er unter Trainer Gabriel Dormois in seiner Rolle als Ersatzspieler. Im Verlauf der Saison 1957/58 schaffte er doch noch den Durchbruch und wurde zu einem Bestandteil der Stammelf. Mit der Mannschaft erreichte er den Einzug ins nationale Pokalendspiel 1959. Er stand auf dem Platz, als es gegen den Le Havre AC nach Verlängerung zu einem 2:2-Unentschieden kam und daher ein Wiederholungsspiel notwendig wurde. Bei diesem musste er als Unbeteiligter eine 0:3-Niederlage seiner Teamkameraden miterleben, wodurch ein Gewinn der Trophäe verpasst wurde. 1960 kehrte er Sochaux nach sieben Jahren den Rücken.

### Zeit in Nîmes, Bordeaux und Rückkehr nach Sochaux (1960–1965)
Im Sommer 1960 unterschrieb er beim Erstligisten Olympique Nîmes, wo er einen Platz in der ersten Elf erhielt und den Abstiegskampf antreten musste. Nach einem halben Jahr verließ er den Verein vorläufig wieder, als er zum Jahreswechsel 1960/61 an den Zweitligisten Girondins Bordeaux ausgeliehen wurde. Dort blieb er trotz ordentlicher Leistungen im Schatten des späteren Nationalspielers Laurent Robuschi. Im Sommer 1961 ging er wieder nach Nîmes, wo er unter Trainer Kader Firoud aber nur sporadisch aufgeboten wurde. 1962 kehrte er daher zum mittlerweile in die zweite Liga abgestiegenen FC Sochaux zurück, bei dem er unumstritten gesetzt war und zum Führungsspieler avancierte. In der Spielzeit 1962/63 war er mit 13 Treffern zudem ein wichtiger Torschütze für die Mannschaft. Sowohl 1963 als auch 1964 gewann er mit Sochaux den sekundären Pokalwettbewerb Coupe Charles Drago. 1964 gelang darüber hinaus die Rückkehr in die erste Liga. Er und seine Teamkameraden schafften den Klassenerhalt, bevor er 1965 zum regionalen Rivalen RCFC Besançon zurück in die zweithöchste Spielklasse ging.

### Letzte Jahre (1965–1968)
Bei Besançon war er fester Bestandteil der Stammelf, auch wenn er sich mit der Mannschaft meist in der unteren Tabellenhälfte wiederfand. 1967 wagte er die Rückkehr in die Erstklassigkeit, indem er beim FC Metz unterschrieb. Seine nachlassenden körperlichen Fähigkeiten hatten zur Folge, dass er sich bei den Lothringern nicht dauerhaft in der ersten Elf festsetzen konnte. 1968 beendete er angesichts dessen mit 32 Jahren nach 176 Erstligapartien mit 30 Toren sowie 128 Zweitligapartien mit 34 Toren seine Profilaufbahn. 1970 stieg er in einen neuen Beruf ein, als er in Voujeaucourt ein Geschäft zum Verkauf von Schwimmbädern gründete. Dieses hatte langfristig Bestand und zählte später mit Jean-Pierre Posca einen weiteren Profifußballer zu seinen Mitarbeitern.